# Badalisc

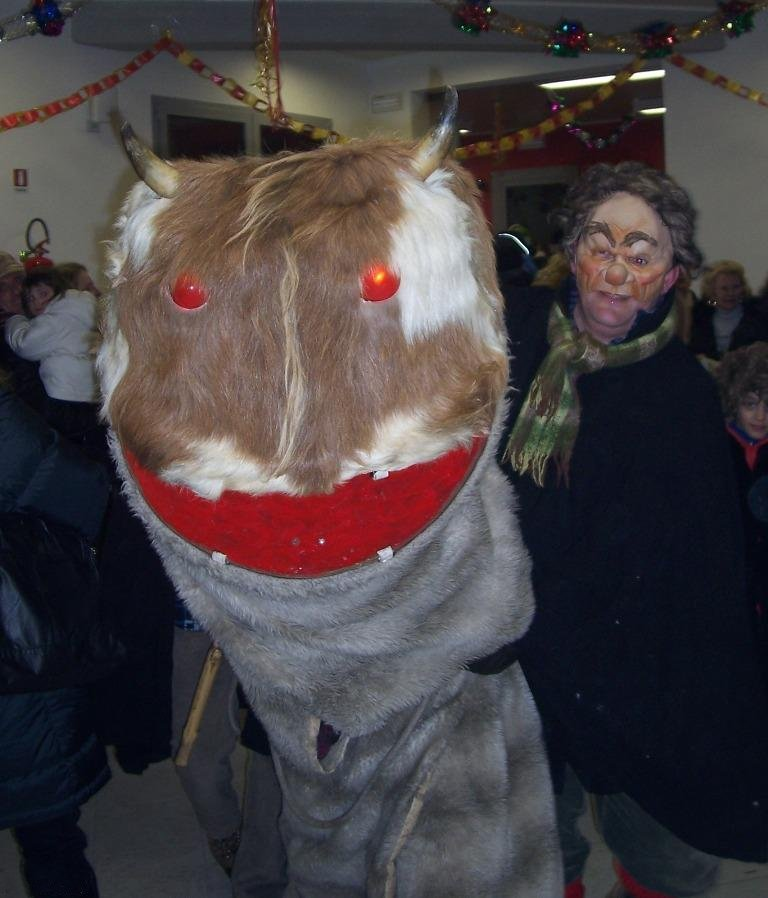
Il Badalisc

Il Badalisc (anche Badalisk o Badelisc) è una figura mitologica della Val Camonica.
Secondo la tradizione è un essere mitologico che vive nei boschi, che ogni anno viene catturato nel periodo dell'epifania (5-6 gennaio) dai giovani e portato in paese. Qui si tiene il discorso del Badalisc, nel quale l'animale rivela delle notizie goliardiche sulla comunità. Oggigiorno esso è scritto in rima, su un foglio, che viene letto da un delegato.
Nel secondo giorno si fa la cena del Badalisc, e a sera il mostro è liberato e gli viene permesso di tornare nei boschi.
La festa della cattura del Badalisc viene celebrata ancora oggi ad Andrista. Il mostro è rappresentato come un essere con un corpo fatto a sacco e con una grossa testa in legno, ricoperta di peli di capra, delle piccole corna e un'enorme bocca e degli occhi fiammeggianti. Una volta catturato, il Badalisc viene legato e portato in sfilata. Terminata la processione si tiene il temuto discorso, detto “ntifunada”, in cui viene letto alla folla un testo (che il Badalisc ha consegnato a un interprete) che rende pubblici i segreti e i peccati degli abitanti di Andrista (senza che però venga svelato il peccatore).
È oggetto di un film di animazione - attualmente in fase di lavorazione - del regista Lino DiSalvo, animatore di vari film di animazione della Disney, tra cui Frozen - Il regno di ghiaccio.

## Galleria d'immagini

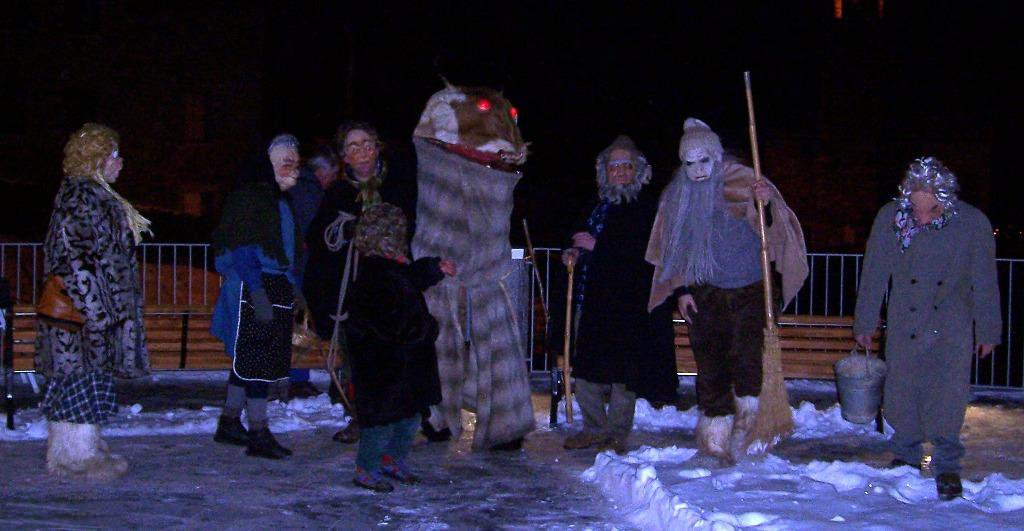
La cattura del Badalisc
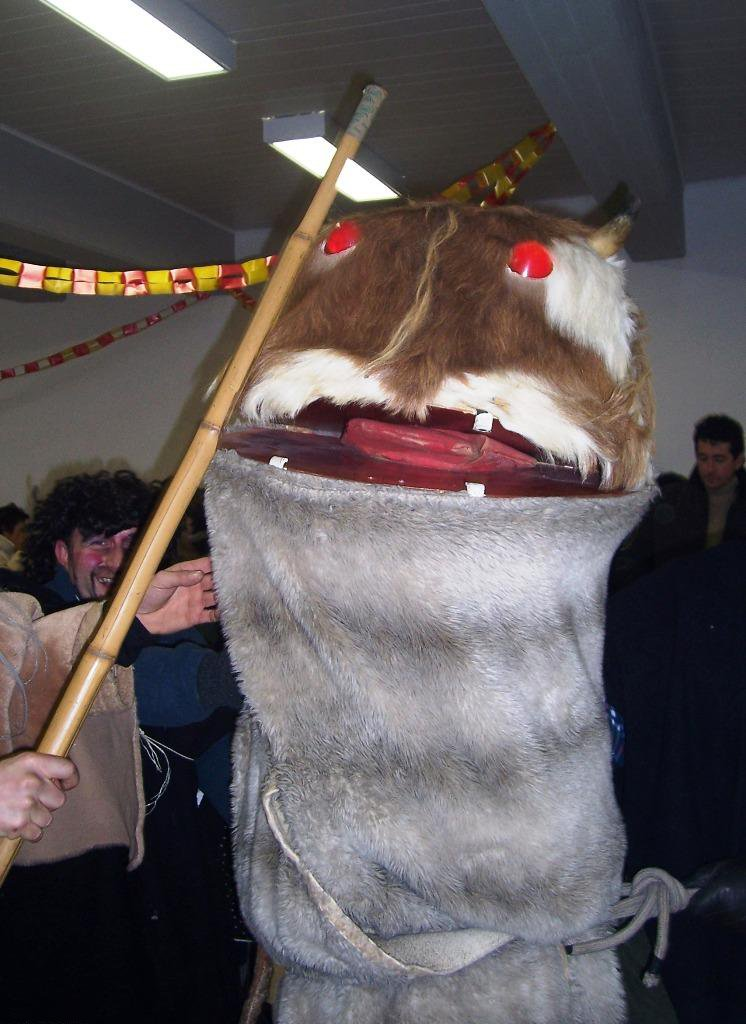
Il Badalisc
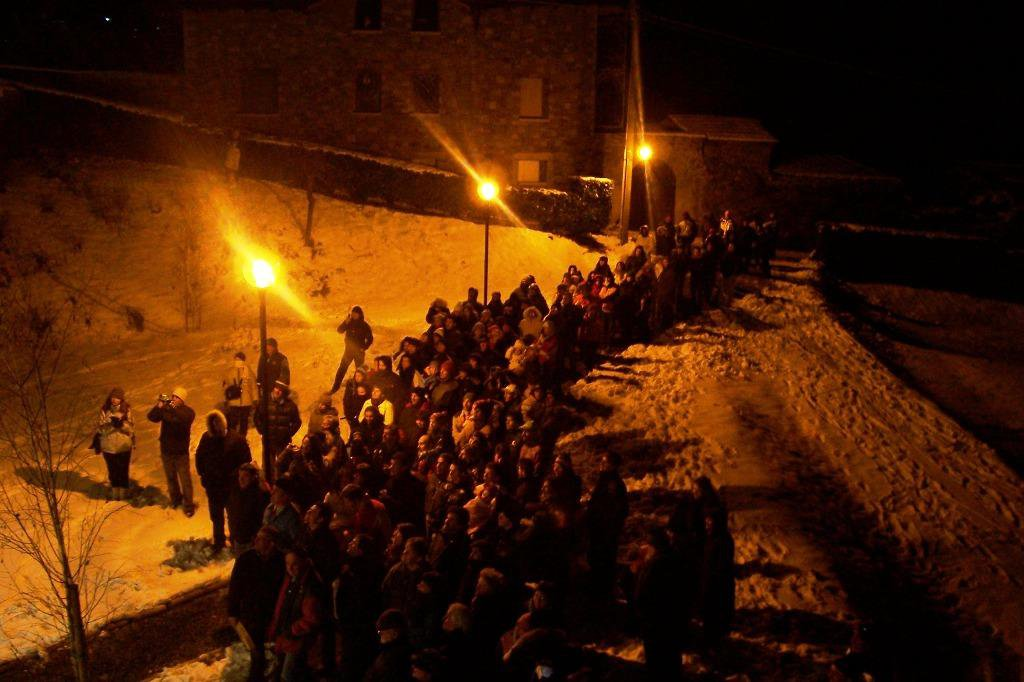
Pubblico in ascolto del "discorso del Badalisc"

## Musica
Nel 2014 il gruppo musicale "Le Ratatüe" realizza il brano "Badalihc" nel quale si racconta la storia del Badalisc.